# غضب الكمبيوتر

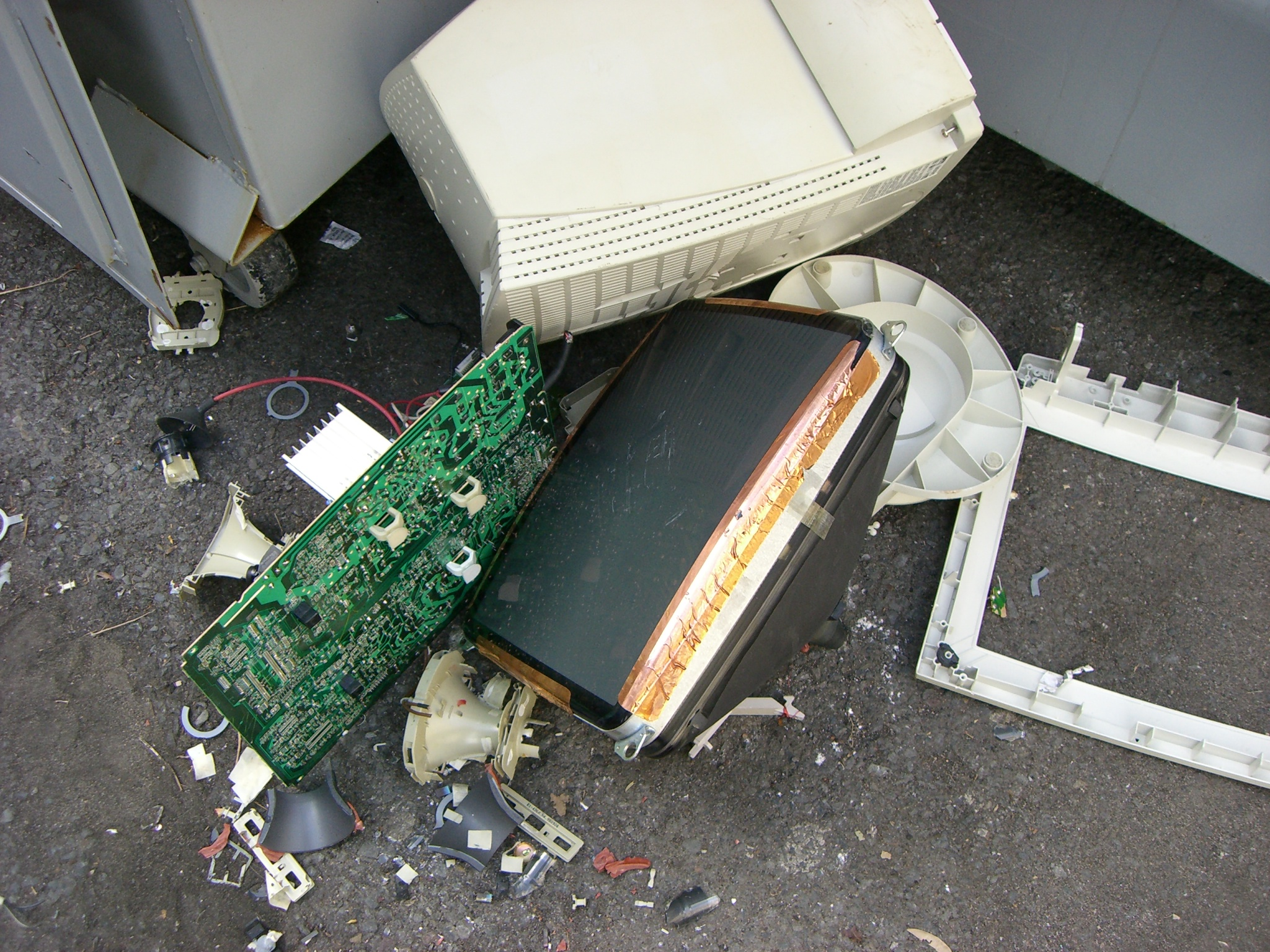
تدمير وتحطيم الكمبيوتر بسبب الغضب

يشير (غضب الكمبيوتر :Computer rage) إلى الاستجابات النفسية السلبية تجاه الكمبيوتر بسبب الغضب الشديد أو الإحباط. تشمل الأمثلة على غضب الكمبيوتر الشتم أو الصراخ على الكمبيوتر، أو ضرب أو رمي لوحة المفاتيح أو الماوس، والاعتداء على الكمبيوتر أو الشاشة بشيء أو سلاح.

## انتشار
في عام 1999، جرى التكهن بأن غضب الكمبيوتر أصبح أكثر شيوعًا من الغضب على الطرق في حركة المرور، ولكن في دراسة عام 2015، وجد أن معدلات الغضب المبلغ عنها عند استخدام الكمبيوتر كانت أقل من معدلات الغضب المبلغ عنها في أثناء القيادة. ومع ذلك، عُثر على تقارير عن الغضب في أثناء القيادة أو استخدام الكمبيوتر لتكون أكثر شيوعًا من الغضب في المواقف الأخرى.
في دراسة استقصائية أجريت عام 2013 على البالغين الأمريكيين، أفاد 36% من المشاركين الذين أبلغوا عن معاناتهم من مشكلات في الكمبيوتر، بأنهم صرخوا أو شتموا أو اعتدوا جسديًا على أجهزة الكمبيوتر الخاصة بهم خلال الأشهر الستة الماضية.
في عام 2009، أُجري استطلاع مع مستخدمي الكمبيوتر البريطانيين حول تجاربهم مع أجهزة الكمبيوتر. وجد هذا الاستطلاع أن 54% من المستجيبين أبلغوا عن إساءة استخدام لفظية لأجهزة الكمبيوتر الخاصة بهم، وأفاد %40 بأنهم أصبحوا عنيفين جسديًا تجاه أجهزة الكمبيوتر الخاصة بهم. ووجد الاستطلاع أيضًا أن معظم المستخدمين واجهوا غضب الكمبيوتر ثلاث إلى أربع مرات في الشهر.
عُثر أيضًا على اختلافات في أنواع غضب الكمبيوتر بين المناطق الجغرافية المختلفة. على سبيل المثال، وجدت إحدى الدراسات الاستقصائية أن الأفراد من لندن كانوا أكثر عرضة للاعتداء الجسدي على أجهزة الكمبيوتر الخاصة بهم بخمس مرات، بينما وجد أن الأشخاص من مدينة يوركشاير وهامبر أكثر عرضة للصراخ على أجهزة الكمبيوتر الخاصة بهم. وقد لوحظت أيضًا اختلافات في الفئات العمرية، إذ أبلغ الشباب (24-18 عامًا) عن سلوكيات أكثر تعسفًا في مواجهة إحباط الكمبيوتر عند مقارنتها بالبالغين الأكبر سنًا (فوق 35 عامًا). أفيد أيضًا بأن الأفراد الذين لديهم خبرة أقل في استخدام الكمبيوتر على وجه الخصوص يعانون من زيادة مشاعر الغضب والعجز عندما يتعلق الأمر بأجهزة الكمبيوتر، لكن بحثًا آخر جادل بأن معتقدات الكفاءة الذاتية حول أجهزة الكمبيوتر هي التي تنبئ بإحباط الكمبيوتر، وليس مقدار خبرة الكمبيوتر أو استخدامه.
في عام 1999، كان البروفيسور روبرت ج. إيدلمان، وهو طبيب سريري معتمد وطبيب شرعي وطبيب نفساني وزميل في جمعية علم النفس البريطانية، يقدم خط مساعدة خاصًا في المملكة المتحدة لأولئك الذين يعانون من الغضب المرتبط بالتكنولوجيا.

## الأسباب

### عوامل الكمبيوتر
يمكن للمستخدمين تجربة غضب الكمبيوتر والإحباط لعدد من الأسباب. أفاد البالغون الأمريكيون الذين شملهم الاستطلاع في عام 2013 بأن ما يقارب %46 من مشاكل الكمبيوتر كانت بسبب البرامج الضارة أو فيروسات الكمبيوتر، تليها مشكلات البرامج %10 وعدم وجود ذاكرة كافية 8%. في استبيان آخر، أبلغ المستخدمون عن البريد الإلكتروني ومعالجات النصوص وتصفح الويب وتعطل نظام التشغيل وعدم القدرة على تحديد الميزات وتعطل البرامج كمبادرين متكررين لإحباط الكمبيوتر. هذه المشكلات الفنية، المقترنة بجداول زمنية ضيقة وسوء تقدم العمل والفشل في إكمال مهمة الكمبيوتر يمكن أن تخلق غضبًا وإحباطًا متزايدًا من الكمبيوتر. عندما يتجاوز هذا الغضب والإحباط سيطرة الشخص، يمكن أن يتحول إلى غضب.

### عوامل نفسية
أظهرت الأبحاث التي أجريت على المشاعر أن الغضب غالبًا ما يكون ناتجًا عن مقاطعة الخطط والتوقعات، خاصةً من خلال انتهاك الأعراف الاجتماعية. يمكن تضخيم هذا الشعور بالغضب عندما لا يفهم الفرد سبب عدم تمكنه من تحقيق هدفه أو مهمته أو سبب انتهاك الأعراف الاجتماعية. جادل علماء النفس بأن هذا وثيق الصلة بشكل خاص بغضب الكمبيوتر، إذ يتفاعل مستخدمو الكمبيوتر مع أجهزة الكمبيوتر بطريقة مماثلة للتفاعل مع الأشخاص الآخرين (لمزيد من المعلومات، راجع معادلة الوسائط). وبالتالي، عندما تفشل أجهزة الكمبيوتر في العمل في مواجهة المواعيد النهائية الواردة أو مهمة يجب إنجازها، يمكن أن يشعر المستخدمون بالخيانة من قبل الكمبيوتر بنفس الطريقة التي يشعر بها الآخرون بالخيانة. على وجه التحديد، عندما يفشل المستخدمون في فهم سبب عدم عمل أجهزة الكمبيوتر الخاصة بهم بشكل صحيح، غالبًا في الأوقات التي يحتاجون إليها بشدة، يمكن أن يثير ذلك الشعور بالعداء حيث يجري تفسيره على أنه انتهاك للمعايير الاجتماعية أو هجوم شخصي. تماشيًا مع هذه النتيجة، يمكن أن تؤدي الخيانة المتصورة من قبل الكمبيوتر أيضًا إلى إثارة مشاعر سلبية أخرى. أفاد أحد الاستطلاعات التي أجريت على البالغين في الولايات المتحدة بأن %10 من المستخدمين الذين يواجهون مشكلات في الكمبيوتر قد شعروا بالعجز، و%4 أفادوا بأنهم ضحية. في الاستطلاع نفسه، ذكر %7 من البالغين الذين تتراوح أعمارهم بين 18 و 34 عامًا أنهم بكوا بسبب مشاكل الكمبيوتر خلال الأشهر الستة السابقة.

## الوقاية والإدارة
استجابة لمشكلات الكمبيوتر التي تثير الإحباط، اقترح بعض الخبراء الابتعاد عن الكمبيوتر لمدة 15 دقيقة 《لتهدأ》. هناك طرق أخرى لمنع غضب الكمبيوتر من إجراء نسخ احتياطي لبيانات الكمبيوتر في كثير من الأحيان، إلى زيادة ذاكرة الكمبيوتر، وحتى تخيل صور ممتعة، مثل ملاعبة حيوان. قد يكون اعتماد هدف لتحسين معرفة الكمبيوتر مفيدًا أيضًا، إذ يقل احتمال إبلاغ المستخدمين عن غضب الكمبيوتر عندما ينظرون إلى المشكلة على أنها تحد لا انتكاسة. إذا كان لا يمكن تجنب غضب الكمبيوتر، فيمكن اتباع إرشادات حول كيفية الغضب مع الحد الأدنى من العواقب، مثل ارتداء نظارات السلامة والتخلص من الإحباط على المعدات القديمة، لتقليل احتمالية الإصابة وفقدان كبير للممتلكات. يمكن لأصحاب العمل الذين يعملون مع أجهزة الكمبيوتر، غالبًا في المواقف التي يكون فيها الوقت حاسمًا، اتخاذ خطوات لمنع غضب الكمبيوتر، مثل التأكد من وجود برامج مناسبة وتزويد الموظفين بإستراتيجيات إدارة الغضب. أفادت بعض شركات تقانة الكمبيوتر أنه لتقليل غضب الكمبيوتر، يجري تدريب فنييها على كيفية العمل مع العملاء في الحالات النفسية الحساسة تمامًا مثل كيفية تشخيص المشكلات الفنية وإصلاحها. اقتُرح أيضًا تصميم واجهات كمبيوتر لعرض المزيد من الدعم العاطفي عند حدوث أخطاء، أو توفير استراتيجيات علاجية، كوسيلة للتخفيف من غضب الكمبيوتر وغضبه. وقد ثبت أن تطبيق الحوسبة العاطفية يخفف بشكل فعال من المشاعر السلبية المرتبطة باستخدام الكمبيوتر. وجدت إحدى الدراسات أن الواجهة التي سعت إلى مشاعر المستخدم وقدمت التعاطف والتحقق من صحة الحالات العاطفية المبلغ عنها، قللت بشكل كبير من المشاعر السلبية المرتبطة بإحباط الكمبيوتر للمستخدمين. وجدت دراسة أخرى أنه عندما تحتوي رسائل الخطأ على صياغة إيجابية 《عظيم أن الكمبيوتر سيعمل مرة أخرى قريبًا》 مقارنة بالصياغة السلبية 《هذا محبط》 أو رسالة خطأ محايدة، أظهر المستخدمون المزيد من علامات السعادة في ذلك.